# Julien Lizeroux
Julien Lizeroux (Moûtiers, 5 september 1979) is een Frans alpineskiër. Hij is allrounder maar komt hoofdzakelijk uit op de slalom. Bij de wereldkampioenschappen alpineskiën 2009 veroverde hij verrassend de zilveren medaille op de supercombinatie en de slalom.

## Carrière
Lizeroux behaalde zijn eerste wereldbekeroverwinning op de slalom van Kitzbühel in het seizoen 2008/2009. Hij had voordien nog nooit op het podium gestaan. In Kranjska Gora behaalde Lizeroux z'n tweede wereldbekeroverwinning op de slalom.

## Belangrijkste resultaten

### Wereldkampioenschappen junioren
| Jaar | Plaats                               | Resultaten                               |
| ---- | ------------------------------------ | ---------------------------------------- |
| 1998 | Megève Chamonix St.Gervais Frankrijk | 17e afdaling 33e reuzenslalom 10e slalom |
| 1999 | Pra Loup Le Sauze Frankrijk          | DNF afdaling 20e reuzenslalom 8e slalom  |

### Wereldkampioenschappen
| Jaar | Plaats                 | Resultaten                     |
| ---- | ---------------------- | ------------------------------ |
| 2001 | Sankt Anton Oostenrijk | 25e slalom                     |
| 2007 | Åre Zweden             | 14e slalom                     |
| 2009 | Val d'Isère Frankrijk  | supercombinatie · slalom       |
| 2015 | Vail/Beaver Creek      | 22e Slalom                     |
| 2017 | Sankt Moritz           | DSQ2 Slalom                    |
| 2019 | Åre                    | DSQ1 Slalom 5e Landenwedstrijd |

### Olympische Spelen
| Jaar | Plaats    | Resultaten      |
| ---- | --------- | --------------- |
| 2010 | Vancouver | 9e Reuzenslalom |
| 2014 | Sotsji    | 15e Slalom      |

### Wereldbeker

#### Eindstand algemene wereldbeker
| Seizoen   | Algm | SL     | RS  | SC  |
| --------- | ---- | ------ | --- | --- |
| 2000/2001 | 78e  | 28e    | -   | -   |
| 2006/2007 | 74e  | 24e    | -   | -   |
| 2007/2008 | 17e  | 6e     | 60e | 11e |
| 2008/2009 | 13e  | Brons  | 53e | 7e  |
| 2009/2010 | 9e   | Zilver | 38e | 10e |
| 2010/2011 | 58e  | 30e    | -   | -   |
| 2013/2014 | 96e  | 36e    | -   | -   |
| 2014/2015 | 48e  | 15e    | -   | -   |
| 2015/2016 | 35e  | 9e     | -   | -   |
| 2016/2017 | 38e  | 13e    | -   | -   |
| 2017/2018 | 59e  | 24e    | -   | -   |
| 2018/2019 | 69e  | 24e    | -   | -   |
| 2019/2020 | 105e | 37e    | -   | -   |

#### Wereldbekerzeges
| Datum           | Plaats        | Discipline |
| --------------- | ------------- | ---------- |
| 25 januari 2009 | Kitzbühel     | Slalom     |
| 1 maart 2009    | Kranjska Gora | Slalom     |
| 10 januari 2010 | Adelboden     | Slalom     |